# Lomaptera macrophylla
Lomaptera macrophylla är en skalbaggsart som beskrevs av Raffaello Gestro 1874. Lomaptera macrophylla ingår i släktet Lomaptera och familjen Cetoniidae.

## Underarter
Arten delas in i följande underarter:
- L. m. pseudogoliathensis
- L. m. caganeki
- L. m. goliathensis